# Урлаповська сільська рада
Урла́повська сільська рада (рос. Урлаповский сельский совет) — сільське поселення у складі Шипуновського району Алтайського краю Росії.
Адміністративний центр та єдиний населений пункт — село Урлапово.

## Населення
Населення — 794 особи (2019; 846 в 2010, 965 у 2002).